# Vallonia declivis
Vallonia declivis es una especie de molusco gasterópodo de la familia Valloniidae en el orden de los Stylommatophora.

## Distribución geográfica
Se encuentra en Austria, Francia, Alemania, Polonia, Eslovaquia y Suiza.